# Charles Zentai
Charles Zentai, geboren als Károly Steiner (* 8. Oktober 1921; † 13. Dezember 2017) war ein ungarisch-australischer Kriegsverbrecher. Nach dem Zweiten Weltkrieg wanderte er nach Australien aus. Zentai stand bis zum Jahr 2013 auf der Liste der meistgesuchten Kriegsverbrecher des Simon Wiesenthal Centers.

## Mordvorwurf
Zentai diente in der Ungarischen Armee als Offizier der Reserve. Ihm wird vorgeworfen, in dieser Funktion den 18-jährigen Juden Péter Balázs am 8. November 1944 ermordet zu haben. Balázs trug bei einer Fahrt mit der Straßenbahn den gelben Davidstern nicht, was als Verbrechen mit dem Tode bestraft wurde. Zeugen berichteten gegenüber dem Simon Wiesenthal Center, Zentai habe Balázs gewaltsam zum Verlassen einer Straßenbahn gezwungen, ihn anschließend in eine Armeebaracke verschleppt, dort fünf Stunden lang verprügelt und gefoltert. Balázs erlag schließlich seinen Verletzungen. Die Leiche entsorgte Zentai anschließend in die Donau. Nach dem Krieg lebte er zuerst in der französischen und der amerikanischen Besatzungszone Deutschlands, bevor er nach Australien emigrierte, wo er bis zum Jahr 2005 als Rentner lebte.
Das Simon Wiesenthal Center ermittelte den Aufenthaltsort Zentais in Australien unter seinem neuen Namen und wollte nun mit seinem Engagement erreichen, dass er sich vor einem ungarischen Militärgericht verantworten muss. Besonders Efraim Zuroff, Direktor des Simon Wiesenthal Centers, setzte sich für Zentais Verurteilung ein.
Zentai gab später zu, den Faschisten angehört zu haben, bestreitet aber die Mordvorwürfe. Er habe am Tag vor dem Mord Budapest verlassen.

## Verhaftung und juristische Auseinandersetzung
Seit 2005 wurde der in Perth lebende Zentai wegen Kriegsverbrechen von seinem Heimatland Ungarn offiziell gesucht. Am 8. Juli 2005 wurde Zentai von der australischen Bundespolizei verhaftet. Die ungarische Justiz beantragte seine Auslieferung, um ihn in Budapest vor Gericht stellen zu können.
Seit seiner Verhaftung kämpfte Zentai vor australischen Gerichten gegen eine solche Auslieferung. Im Jahr 2012 entschied der High Court of Australia in letzter Instanz das Verfahren zu Gunsten Zentais und somit gegen eine Auslieferung.
Das Gericht begründete seine Entscheidung mit dem Umstand, dass es den Tatbestand des Kriegsverbrechens zur Tatzeit in Ungarn nicht gegeben habe.

## Mediale Aufarbeitung
Der Fall Zentai löste nach dessen Verhaftung in Australien eine Diskussion über die Rolle des Landes als Zufluchtsort für NS-Kriegsverbrecher aus. Müsste sich Zentai in Ungarn vor einem Gericht verantworten, wäre dies der erste Fall, in dem sich ein in Australien beschuldigter NS-Verbrecher vor einem ausländischen Gericht verantworten müsste. Auch in Ungarn machte der Fall auf die Mittäterschaft von Ungarn bei NS-Kriegsverbrechen aufmerksam.